# PostmarketOS
postmarketOS（或稱pmOS）是一個針對智慧型手機開發的自由開源操作系統，基於Alpine Linux发行版。
postmarketOS始於2017年5月6日，源代碼可於GitLab上獲得。postmarketOS可以運行各種基於X和Wayland的用戶界面，例如Plasma Mobile、MATE、GNOME 3和Xfce。如果设备对应的内核打开 cgroups 和相关配置的话，也可以运行 Docker。
該專案旨在為智慧型手機提供十年的產品週期。

## 架構
不同於其他手機Linux系統，postmarketOS不使用Android userspace，也不使用Android的構建工具。每個機型僅有一個對應的安裝套件，使用pmbootstrap工具產生安裝檔。該專案未來希望全部支援Linux主線內核，用於取代Android的老舊版本，以解決安全性問題。
postmarketOS安裝佔用空間很小，不計入內核大約6MB。

## 圖集

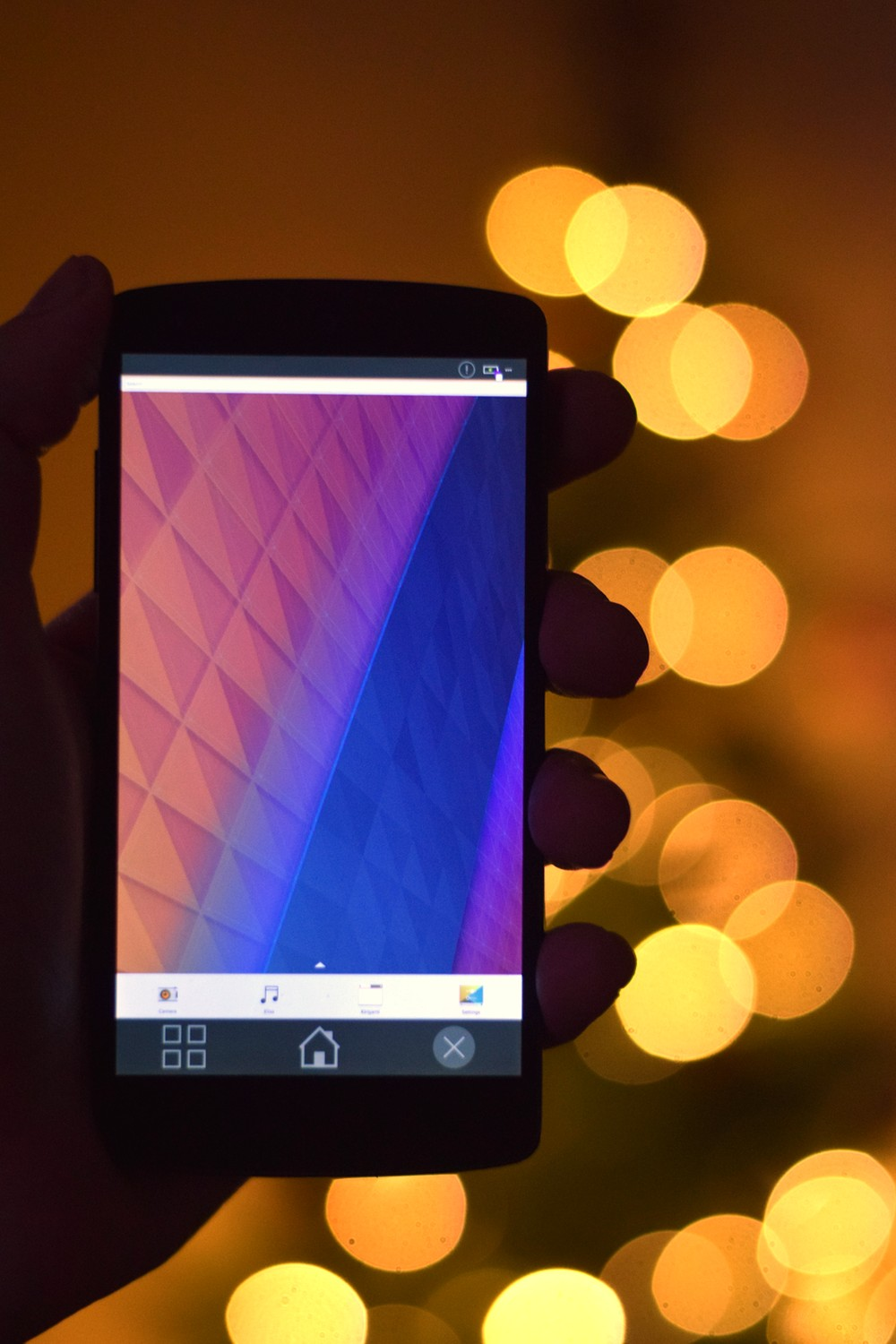
在Nexus 5上執行Plasma Mobile
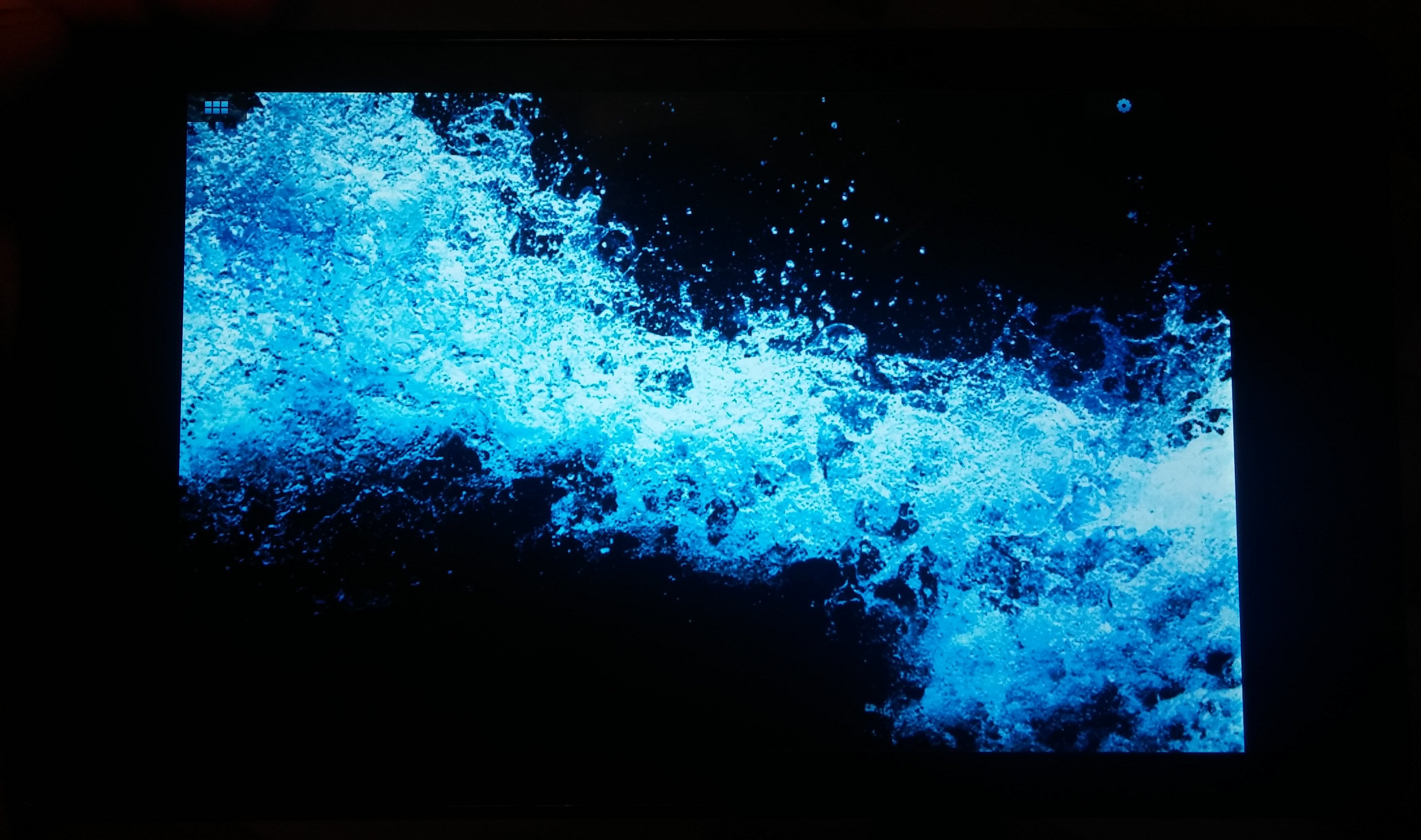
在Nexus 7 (2013)上執行Hildon
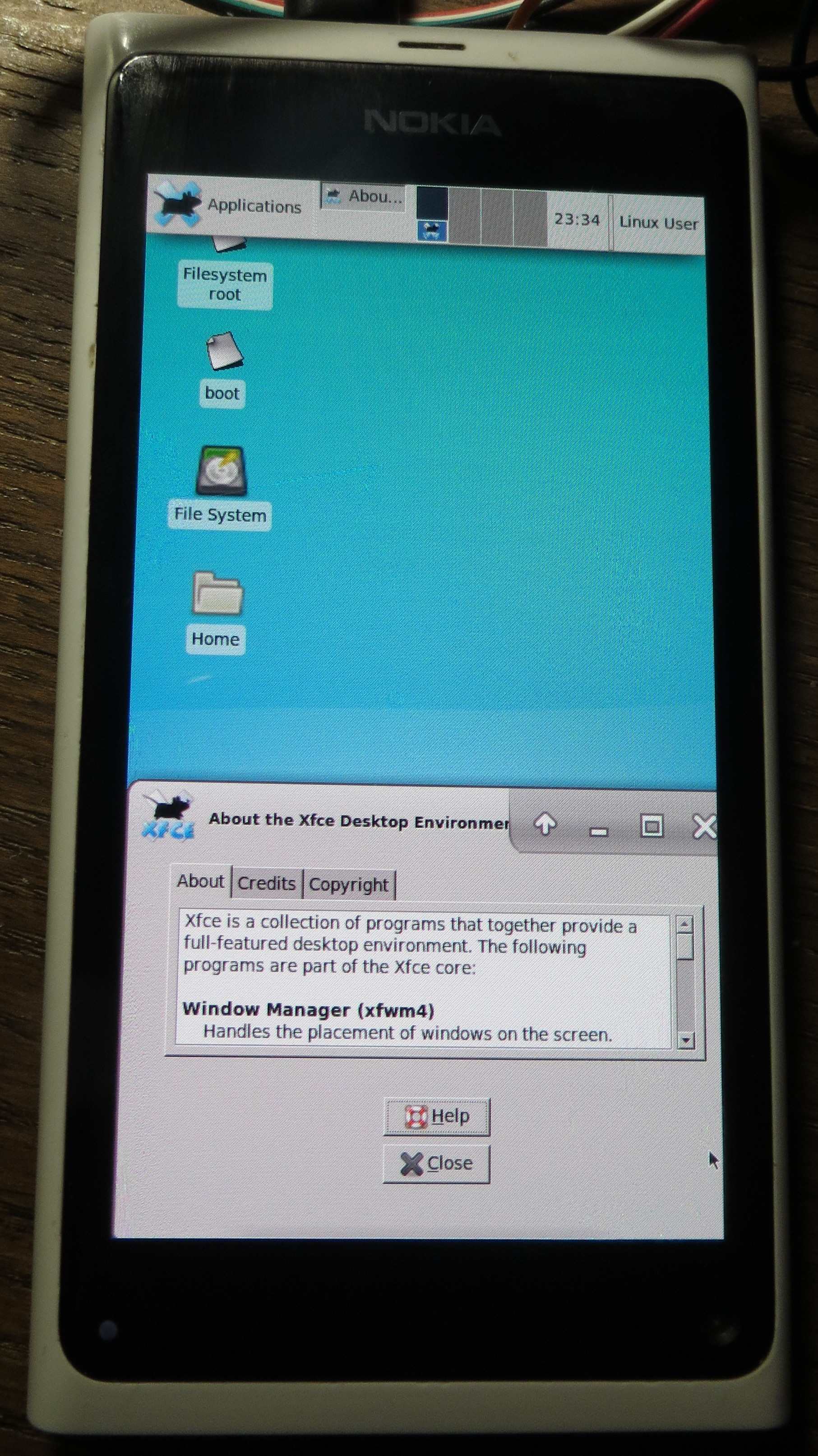
在Nokia N9上執行Xfce
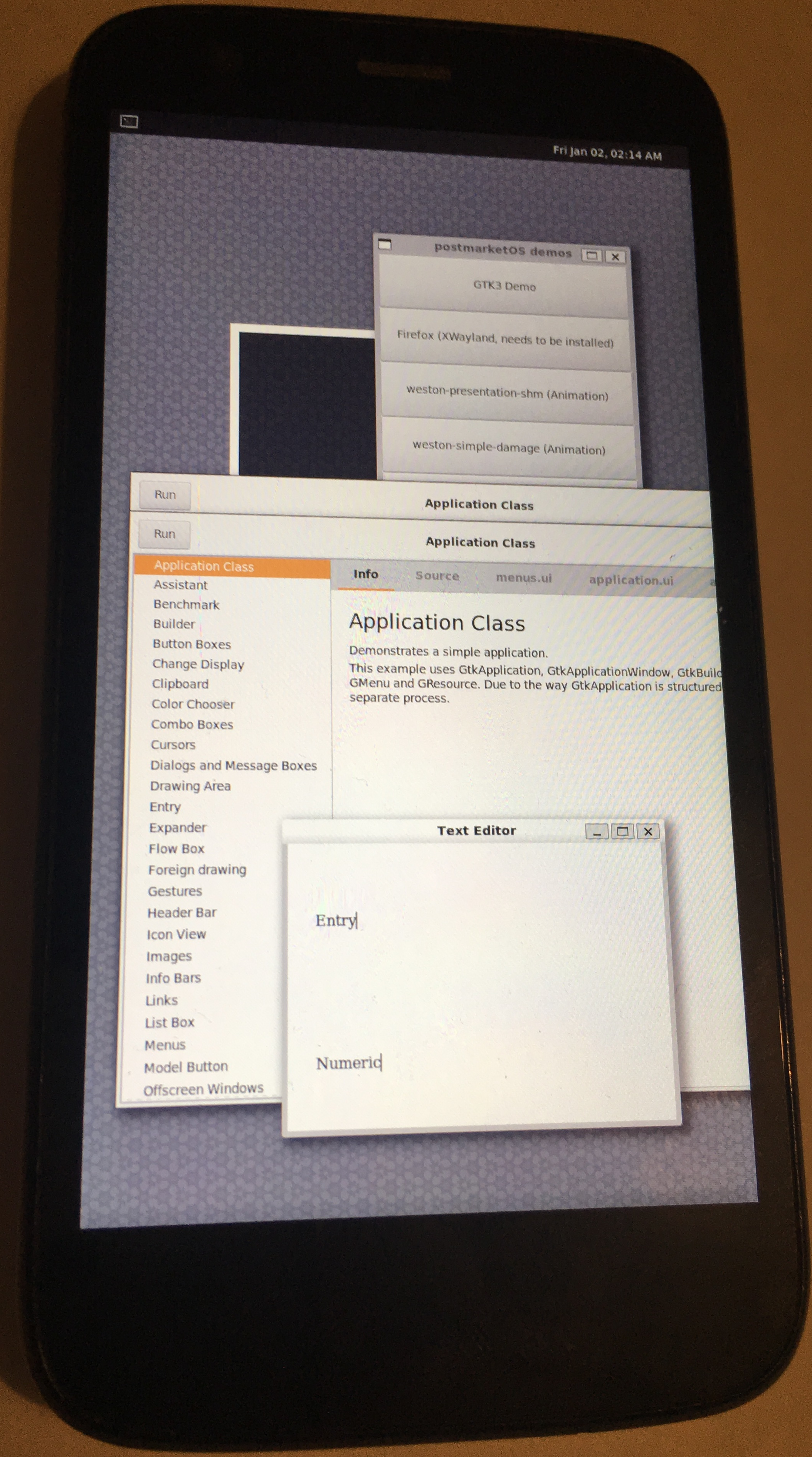
在Moto G上執行Weston（Wayland合成器參考實作）
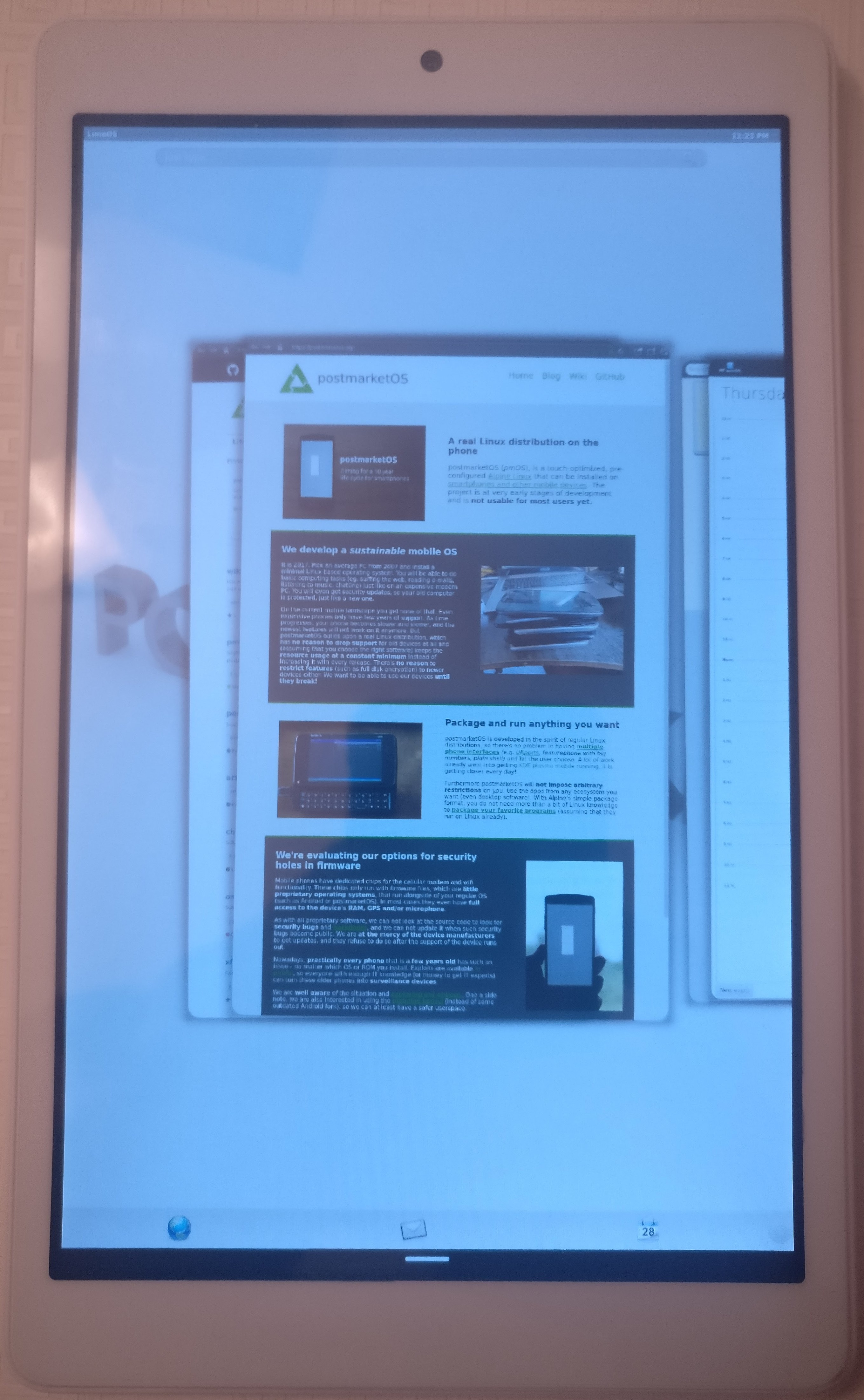
在一般的x86平板電腦上執行LuneOS（英语：LuneOS）的使用者介面